# Sword Art Online II
A segunda temporada de Sword Art Online, intitulada Sword Art Online II, é uma série de anime adaptada da série light novel do mesmo título, escrita por Reki Kawahara e ilustrada por Abec. Foi produzido pela A-1 Pictures e dirigido por Tomohiko Itō . Ele é dividido no arco da história "Phantom Bullet", que adapta os volumes 5 e 6 e nas histórias secundárias "Calibur" e "Mother's Rosario", que são respectivamente adaptadas dos volumes 7 e 8 do romance leve. Os episódios têm 23 minutos de duração e adaptam os romances leves de Kawahara do quinto ao sétimo volumes, bem como partes do oitavo volume. A história da segunda temporada segue Kazuto "Kirito" Kirigaya enquanto ele joga o novo jogo de realidade virtual chamado "Gun Gale Online" (GGO), onde ele se alia a uma garota chamada Shino "Sinon" Asada e entra em um torneio para investigar um jogador conhecido apenas como " Death Gun ", que tem a capacidade de matar uma pessoa no mundo real, matando seu avatar virtual . Kirito e seus amigos retornam a "ALfheim Online" (ALO) para recuperar o Excaliber da Espada Sagrada de Thrym, o Rei dos Gigantes do Gelo, a fim de restaurar a cidade de Jötunheimr de volta à sua antiga glória. Asuna faz amizade com uma garota chamada Yuuki Konno, líder dos Cavaleiros Adormecidos, que pede que Asuna se junte a eles em uma última missão juntos. No entanto, Asuna mais tarde descobre que Yuuki está sofrendo de uma doença terminal e não tem muito tempo para viver.
Esta série de 24 episódios foi exibida inicialmente no Japão de 5 de julho a 20 de dezembro de 2014 no Tokyo MX, com exibição posterior na Chiba TV, tvk, Teleball, GYT, GTV, MBS, TVA, TVh, TVQ e BS11 . A série foi disponibilizada como um simulcast mundial pela Aniplex . Também foi escolhido pela Crunchyroll para transmissão de simulcast online na América do Norte e em outras partes selecionadas do mundo. Daisuki permitiu que os usuários transmitissem a série em países europeus selecionados.
Cinco peças de música tema são usadas para esta série. O primeiro tema de abertura é " Ignite ", realizado por Eir Aoi . O primeiro tema final é "Startear", realizado por Luna Haruna . Desde o arco "Calibur", o segundo tema de abertura é "Courage", realizado pela dubladora de Asuna Yuuki, Haruka Tomatsu, enquanto o segundo tema final é "No More Time Machine", realizado por LiSA, e o terceiro tema final é "Shirushi", também cantado por LiSA.

## Lista de episódios

### Sword Art Online II
| Story arc 3: Phantom Bullet    |      |                                                                                                   |                     |                                    |                        |               |
| 26                             | 1    | "Mundo de Armas" Transliteração: "Jū no Sekai" (em japonês: 銃の世界)                             | Tomohiko Itō        | Tomohiko Itō                       | 5 de julho de 2014     | [ 17 ] [ 18 ] |
| 27                             | 2    | "Franco-atirador de Gelo" Transliteração: "Kōri no Sogeki Shu" (em japonês: 氷の狙撃手)           | Shigeki Kawai       | Yukie Sugawara                     | 12 de julho de 2014    | [ 19 ]        |
| 28                             | 3    | "Memórias Banhadas de Sangue" Transliteração: "Senketsu no Kioku" (em japonês: 鮮血の記憶)        | Hironori Aoyagi     | Munemasa Nakamoto                  | 19 de julho de 2014    | [ 20 ]        |
| 29                             | 4    | "Gun Gale Online (GGO)" Transliteração: "Gangeiru Onrain" (em japonês: ガンゲイルオンライン)      | Hidetoshi Takahashi | Yukie Sugawara                     | 26 de julho de 2014    | [ 21 ]        |
| 30                             | 5    | "Pistola e Espada" Transliteração: "Jū to Ken" (em japonês: 銃と剣)                               | Daisuke Takashima   | Munemasa Nakamoto                  | 2 de agosto de 2014    | [ 22 ]        |
| 31                             | 6    | "Duelo em Terras Desoladas" Transliteração: "Kōya no kettō" (em japonês: 曠野の決闘)              | Shunsuke Machitani  | Yukito Kizawa                      | 9 de agosto de 2014    | [ 23 ]        |
| 32                             | 7    | "Memórias Escarlate" Transliteração: "Kurenai no kioku" (em japonês: 紅の記憶)                    | Shuu Watanabe       | Yukito Kizawa                      | 16 de agosto de 2014   | [ 24 ]        |
| 33                             | 8    | "Bullet of Bullets" Transliteração: "Baretto Obu barettsu" (em japonês: バレット・オブ・バレッツ) | Hirokazu Yamada     | Yukie Sugawara                     | 23 de agosto de 2014   | [ 25 ]        |
| 34                             | 9    | "Death Gun" Transliteração: "Desu· Gan" (em japonês: デス·ガン)                                   | Yoshihiko Iwata     | Yukie Sugawara                     | 30 de agosto de 2014   | [ 26 ]        |
| 35                             | 10   | "Perseguidor Mortal" Transliteração: "Shi no tsuigeki sha" (em japonês: 死の追撃者)               | Makoto Hoshino      | Munemasa Nakamoto                  | 6 de setembro de 2014  | [ 27 ]        |
| 36                             | 11   | "O Significado de Força" Transliteração: "Tsuyosa no Imi" (em japonês: 強さの意味)                | Daisuke Takashima   | Munemasa Nakamoto                  | 13 de setembro de 2014 | [ 28 ]        |
| 37                             | 12   | "Projétil Fantasma" Transliteração: "Maboroshi no jūdan" (em japonês: 幻の銃弾)                   | Hiroshi Kimura      | Yukito Kizawa                      | 20 de setembro de 2014 | [ 29 ]        |
| 38                             | 13   | "Phantom Bullet" Transliteração: "Fantomu Baretto" (em japonês: ファントム・バレット)             | Shigeki Kawai       | Yukito Kizawa                      | 27 de setembro de 2014 | [ 30 ]        |
| 39                             | 14   | "Um Pequeno Passo" Transliteração: "Chisana Ippo" (em japonês: 小さな一歩)                        | Tomohiko Itō        | Yukie Sugawara                     | 4 de outubro de 2014   | [ 31 ]        |
| 39.5                           | 14.5 | "Debriefing"                                                                                      | N/A                 | N/A                                | 11 de outubro de 2014  | [ 32 ]        |
| Side Story 1: Calibur          |      |                                                                                                   |                     |                                    |                        |               |
| 40                             | 15   | "A Dama do Lago" Transliteração: "Mizūmi no joō" (em japonês: 湖の女王)                           | Shuu Watanabe       | Atsushi Takayama Munemasa Nakamoto | 18 de outubro de 2014  | [ 33 ]        |
| 41                             | 16   | "O Rei dos Gigantes" Transliteração: "Kyojin no Ō" (em japonês: 巨人の王)                         | Hidetoshi Takahashi | Munemasa Nakamoto Ryôsuke Suzuki   | 25 de outubro de 2014  | [ 34 ]        |
| 42                             | 17   | "Excalibur" Transliteração: "Ekusukyaribā" (em japonês: エクスキャリバー)                         | Hirokazu Yamada     | Yukie Sugawara                     | 1 de novembro de 2014  | [ 35 ]        |
| Side Story 2: Mother's Rosario |      |                                                                                                   |                     |                                    |                        |               |
| 43                             | 18   | "Casa na Floresta" Transliteração: "Mori no Ie" (em japonês: 森の家)                              | Kosaya              | Munemasa Nakamoto                  | 8 de novembro de 2014  | [ 36 ]        |
| 44                             | 19   | "Zekken" Transliteração: "Zekken" (em japonês: 絶剣)                                              | Shigeki Kawai       | Munemasa Nakamoto                  | 15 de novembro de 2014 | [ 37 ]        |
| 45                             | 20   | "Sleeping Knights" Transliteração: "Surīpingu Naitsu" (em japonês: スリーピング・ナイツ)          | Un Kokusai          | Munemasa Nakamoto Ryôsuke Suzuki   | 22 de novembro de 2014 | [ 38 ]        |
| 46                             | 21   | "Memorial dos Guerreiros" Transliteração: "Kenshi no Hi" (em japonês: 剣士の碑)                   | Yasuyuki Fuse       | Atsushi Takayama Munemasa Nakamoto | 29 de novembro de 2014 | [ 39 ]        |
| 47                             | 22   | "O Fim da Jornada" Transliteração: "Tabiji no Hate" (em japonês: 旅路の果て)                      | Yasuto Nishikata    | Yukie Sugawara                     | 6 de dezembro de 2014  | [ 40 ]        |
| 48                             | 23   | "O Começo do Sonho" Transliteração: "Yume no Hajimari" (em japonês: 夢の始まり)                   | Shigeki Kawai       | Yukie Sugawara                     | 13 de dezembro de 2014 | [ 41 ]        |
| 49                             | 24   | "Mother's Rosario" Transliteração: "Mazāzu rozario" (em japonês: マザーズ・ロザリオ)              | Tomohiko Itō        | Tomohiko Itō                       | 20 de dezembro de 2014 | [ 42 ]        |

## Nota de imprensa

### Liberação japonesa
| Volume   | Volume   | Episódios               | Data de lançamento do Blu-ray e DVD |
| -------- | -------- | ----------------------- | ----------------------------------- |
|          | Volume 1 | 1-3                     | 22 de outubro de 2014               |
| Volume 2 | 4-6      | 26 de novembro de 2014  |                                     |
| Volume 3 | 7-9      | 24 de dezembro de 2014  |                                     |
| Volume 4 | 10-12    | 28 de janeiro de 2015   |                                     |
| Volume 5 | 13-14,5  | 25 de fevereiro de 2015 |                                     |
| Volume 6 | 15-17    | 25 de março de 2015     |                                     |
| Volume 7 | 18-20    | 22 de abril de 2015     |                                     |
| Volume 8 | 21-22    | 27 de maio de 2015      |                                     |
| Volume 9 | 23-24    | 24 de junho de 2015     |                                     |